# Doris Krüger
Doris Krüger, eigentlich Dora Marie Krüger, (* 29. November 1913 in Altstadt, Bezirk Tetschen, Österreich-Ungarn; † 17. August 1950 in Berlin-Zehlendorf) war eine deutsche Schauspielerin.

## Leben
Doris Krüger begann ihre schauspielerische Laufbahn 1932 an einer Berliner Wanderbühne. Es folgten weitere Engagements an Tourneetheatern, sie trat aber auch an regulären Spielstätten wie dem Rose-Theater und, seit Beginn des Zweiten Weltkriegs, an den Kammerspielen des Deutschen Theaters. Krüger spielte, wie es in einem Nachruf hieß, “übermütige Bauernmädchen, schelmische Dienerinnen und all die handfesten, lebensklugen Geschöpfe von Shakespeare, Molière, Calderon und Goethe”. Zu ihren bekanntesten Rollen zählte die Eve Rull in Heinrich von Kleists Der zerbrochne Krug. 
1938/39 erhielt Doris Krüger kleinere Filmrollen in vier Kinofilmen. Von 1942 bis zu ihrem frühen Tod war die Künstlerin mit dem 36 Jahre älteren Schauspielveteran Otto Gebühr verheiratet. Krüger starb, gerade mal 36 Jahre alt, „an einem schweren Leiden“, wie es im Nachruf des Deutschen Bühnen-Jahrbuchs nebulös hieß.

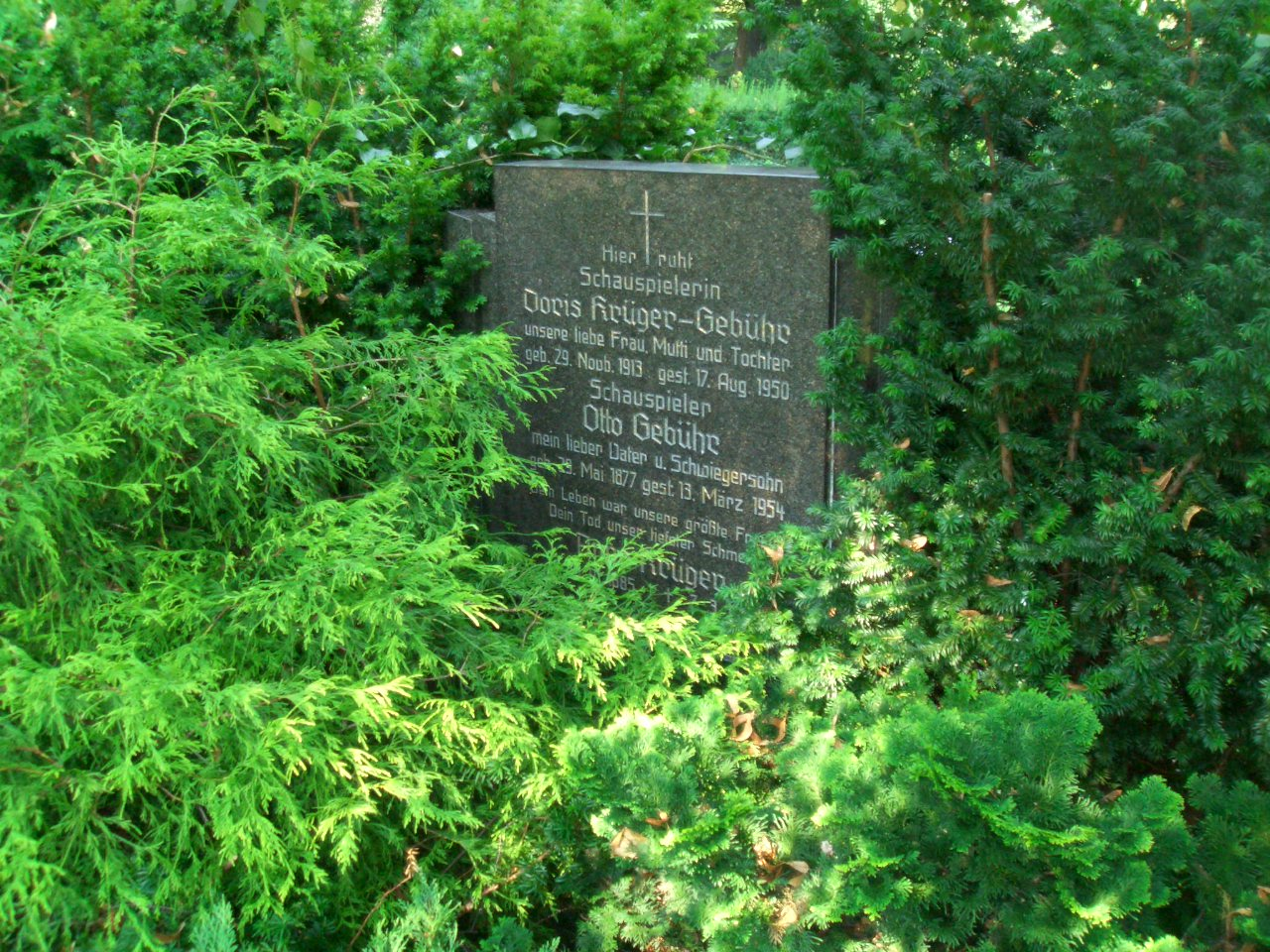
Ehemaliges Grab

Sie wurde auf dem Sophien-Friedhof III in Berlin-Gesundbrunnen beigesetzt.

## Filmografie
- 1938: Tanz auf dem Vulkan
- 1938: Einquartierung bei Klawunde (Kurzfilm)
- 1939: Ich verweigere die Aussage
- 1939: Fräulein